# Visuele analyse (lezen)
Visuele analyse is een deelvaardigheid in het proces van het aanvankelijk lezen en spellen. Het kind leert om letters te herkennen in een woord.
Hiervoor krijgt het kind oefeningen aangeboden van de leerkracht waarbij het een bepaalde letter in een woord moet omcirkelen of aanwijzen. Om de oefening aantrekkelijk te maken kan de leerkracht gebruikmaken van verschillende werkvormen: een werkblad met woorden, foto's van alledaagse situaties waarin woorden een rol spelen, woorden in de klas: zoals teksten op voorwerpen.
visuele discriminatie · visuele analyse · visuele synthese · spatieel ordenen · letterpositie bepalen
aanvankelijk lezen en spellen · onderwijs